# Slapy (Boêmia do Sul)
Slapy é uma comuna checa localizada na região da Boêmia do Sul, distrito de Tábor.